# Ꝍ
Ꝍ (Minuskel: ꝍ) ist ein Buchstabe, der in einer Reihe von mittelalterlichen nordischen Orthographien verwendet wird, darunter Altnordisch, Norwegisch und Isländisch. Der Buchstabe wurde im Mittelalter als schriftsprachliche Abkürzung verwendet, um das phonemische /ǫ/, /ø:/ und /ey/ darzustellen.